# Fosfofil·lita
La fosfofil·lita és un mineral de la classe dels fosfats. Va ser descoberta el 1920 a Hagendorf, a la regió de l'Alt Palatinat, a l'Estat de Baviera (Alemanya), i anomenada així per Heinrich Laubmann i Hermann Steinmetz per la seva composició química i del grec phillon, fulla.

## Característiques
La fosfofil·lita és un fosfat hidratat de ferro i zinc. Cristal·litza en el sistema monoclínic, normalment en forma de cristalls prismàtics. La seva duresa a l'escala de Mohs es troba entre 3 i 3,5, i té una fractura concoidal. A més dels elements de la seva fórmula, Zn₂Fe[PO₄]₂·4H₂O,sol portar com a impuresa manganès.
Segons la classificació de Nickel-Strunz, la fosfofil·lita pertany a «08.C - Fosfats sense anions addicionals, amb H₂O, amb cations de mida petita i mitjana» juntament amb els següents minerals: fransoletita, parafransoletita, ehrleïta, faheyita, gainesita, mccril·lisita, selwynita, pahasapaïta, hopeïta, arsenohopeïta, warikahnita, parascholzita, scholzita, keyita, pushcharovskita, prosperita, gengenbachita i parahopeïta.

## Formació i jaciments
Es forma com a mineral secundari a la zona d'oxidació dels complexos de pegmatites de granit, com a producte de l'alteració de l'esfalerita i de fosfats de manganès i ferro, en jaciments d'aquests minerals en filons d'origen hidrotermal. Sol trobar-se associada a altres minerals com: triplita, trifilita, esfalerita, apatita, vivianita, rockbridgeita, strengita, fosfosiderita o fairfieldita.